# Nhà nước thế tục
Nhà nước thế tục là một khái niệm của chủ nghĩa thế tục, nơi quyền lực của Nhà nước là chính thức Trung lập về các vấn đề tôn giáo, không hỗ trợ cũng không phản đối bất kỳ tôn giáo nào. Tuy nhiên, nhà nước thế tục không được coi là vô thần, hay bất khả tri, vì nhà nước thế tục chấp nhận niềm tin vào Thiên Chúa, mặc dù nó cũng tôn trọng quyền hoài nghi tôn giáo. 

Các quốc gia thế tục được tô màu xanh da trời

Một nhà nước thế tục đối xử với tất cả các công dân của mình như nhau, bất kể sự lựa chọn tôn giáo của họ, và không nên ưu tiên cho các cá nhân của một tôn giáo nhất định. Nhà nước thần quyền đối nghịch với một nhà nước thế tục, nghĩa là đó là một nhà nước có một tôn giáo chính thức duy nhất, như trường hợp của Vatican (Giáo hội Công giáo) và Iran (Cộng hòa Hồi giáo).
Nhà nước thế tục phải bảo đảm và bảo vệ quyền tự do tôn giáo và triết học của mọi công dân, ngăn chặn bất kỳ tôn giáo nào thực hiện kiểm soát hoặc can thiệp vào các vấn đề chính trị. Trong những gì khác với nhà nước vô thần được chứng minh trong thực tế là sau này trái ngược với bất kỳ thực hành nào về bản chất tôn giáo hoặc chấp nhận Thiên Chúa, các vị thần hoặc các vị thần của bất kỳ bản chất nào. Tuy nhiên, mặc dù nó không phải là một quốc gia vô thần, Nhà nước Lay cũng phải tôn trọng quyền hoài nghi tôn giáo. Không phải tất cả các quốc gia đảm bảo tự do tôn giáo là hoàn toàn thế tục trong thực tế. Ví dụ, ở Bồ Đào Nha, một số ngày lễ Công giáo - đáng chú ý nhất Đức Mẹ quan niệm, người bảo trợ của đất nước - là chính thức cho các công chức. Ngoài ra còn có điều khoản năm 2004 mang lại lợi ích và thuộc tính cho Giáo hội Công giáo, trong các khía cạnh khác nhau của đời sống xã hội, một trạng thái ưu tiên.
Một đất nước thế tục là một quốc gia đi theo con đường của chủ nghĩa thế tục, một học thuyết cho rằng tôn giáo không nên ảnh hưởng đến các vấn đề của nhà nước. Chủ nghĩa thế tục chịu trách nhiệm cho sự tách biệt giữa Giáo hội và Nhà nước và có được sức mạnh với Cách mạng Pháp. Một số quốc gia, như Vương quốc Anh, được coi là thế tục khi trên thực tế thuật ngữ này không thể được áp dụng đầy đủ. Trong trường hợp của Vương quốc Anh, khi một người đảm nhận vị trí nguyên thủ quốc gia, anh ta phải thề trung thành với đức tin Anh giáo. Vị trí nguyên thủ quốc gia và nhà thờ chính thức thuộc về cùng một người - Nữ hoàng Elizabeth II. Nhà nước cũng đảm bảo rằng hai mươi sáu thành viên của các giáo sĩ của Giáo hội Anh là thành viên của thượng viện quốc hội. Vì những lý do này và những lý do khác, Vương quốc Anh không thể được coi là một quốc gia thế tục.
Cụ thể ở Brasil, "đất nước không phủ nhận sự tồn tại của Thần, hay các vị thần và các vị thần theo một cách rộng rãi vì bản thân Hiến pháp Liên bang xuất hiện như một công phu "về sự bảo vệ của Thiên Chúa." Vào ngày 11 tháng 4 năm 2012, Bộ trưởng Marco Aurélio Mello của Tòa án Tối cao Liên bang (STF) của Brasil, nhắc lại trong một phiên họp của STF: "Tín điều về đức tin không thể xác định nội dung của các hành vi nhà nước", trong tài liệu tham khảo chiến dịch tôn giáo để duy trì tội phạm phá thai của thai nhi không có dị tật não. Ông còn lập luận rằng các quan niệm đạo đức tôn giáo - nhất trí, đa số hoặc thiểu số - không thể hướng dẫn các quyết định của Nhà nước và do đó nên giới hạn trong các lĩnh vực tư nhân.